# Wiskott-Aldrich-Syndrom-Protein
Das Wiskott-Aldrich-Syndrom-Protein, abgekürzt WASp oder WASP ist ein regulatorisches Protein der WASP/WAVE-Proteinfamilie, das vom Gen WAS auf dem X-Chromosom des Menschen codiert wird. Es ist ein Effektorportein für verschiedene Rho-GTPasen und aktiviert den Arp 2/3-Komplex, so dass es besonders für die Polymerisation von Aktinfilamenten wichtig ist. Mutationen im für das Protein codierenden Gen können zum Wiskott-Aldrich-Syndrom führen, nach dem das Protein benannt ist.

## Struktur und Funktion
Das Protein ist für die Signaltransduktion von Rezeptoren der Zelloberfläche zum Aktinzytoskelett zuständig und aktiviert den Arp 2/3-Komplex, der wichtig für die Bildung von Aktinfilamenten ist. Es wird vermutet, dass das Protein selbst über viele verschiedene Stimuli aktiviert wird und mit weiteren Proteinen interagieren kann. Grund dafür sind die vielen verschiedenen Domänen, über die das Protein verfügt.
WASP hat eine GTPase-bindende Region, die mit CDC42 interagiert. Diese GTPase-bindende Region kann autoinhibitorischen Charakter für das Protein aufweisen, wenn dieser durch die C-terminale Region oder andere organische Moleküle induziert wird. Dabei werden Aminosäurereste des C-Terminus, die für die Aktivierung des Arp 2/3-Komplexes nötig sind, durch Wechselwirkungen mit der GTPase-bindenden Region blockiert. Bindet nun CDC42 an das Protein, kommt es zu Änderungen in der Konformation, so dass der C-Terminus letztendlich frei wird und die Interaktion mit dem Arp 2/3-Komplex stattfinden kann.